# Kształcenie zintegrowane
Kształcenie zintegrowane – system nauczania w klasach I-III szkoły podstawowej (zgodnie z nową podstawą programową nazwa została zmieniona na edukację wczesnoszkolną), polegający na łagodnym przejściu od wychowania przedszkolnego do edukacji prowadzonej w systemie szkolnym. Nauczyciel prowadzi te zajęcia według ustalonego przez siebie planu, dostosowując czas zajęć i przerw do aktywności uczniów. W kształceniu zintegrowanym nie ma wyodrębnionych przedmiotów nauczania i nie stawia się ocen punktowych. Stosuje się oceny opisowe (wyjątek stanowi ocena z religii).